# وایده‌موسا
وایده‌موسا (به اسپانیایی: Valldemosa) یک دهستان در اسپانیا است که در جزایر بالئاری واقع شده‌است. وایده‌موسا ۱۶٫۶ کیلومتر مربع مساحت و ۲٬۰۲۵ نفر جمعیت دارد و ۴۹۹ متر بالاتر از سطح دریا واقع شده‌است.